# Derren Brown
Derren Victor Brown (Croydon, Zuid-Londen, 27 februari 1971) is een Britse mentalist/illusionist.
Brown werd bekend bij het grote publiek door zijn programma's op het Britse Channel 4, waarvan een deel in Nederland te zien was op RTL 4.
Hij maakt naar eigen zeggen gebruik van suggestie, psychologie, misleiding en showmanship.

## Scepticisme
Brown is evenals mede-illusionisten zoals Criss Angel en James Randi een fervent voorvechter van het wetenschappelijk scepticisme. De Brit keurt elke claim van bovennatuurlijke gaven af, tenzij degene die de claim maakt, toestaat zijn beweerde gave wetenschappelijk te laten testen. In zijn boek Tricks of the Mind evenals in zijn show Messiah toont Brown aan dat veel mensen snel bereid zijn om illusies te aanvaarden als bovennatuurlijke gaven, terwijl ze niets meer te zien krijgen dan trucs die hen simpelweg niet bekend zijn.
In Tricks of the Mind onderstreept Brown zijn ongeloof dat er tot op heden ooit iets bovennatuurlijks is bewezen door te benadrukken een overtuigd atheïst te zijn. Dat is hij in de loop der jaren geworden nadat hij - in zijn eigen woorden - eerst opgroeide als een 'happy clappy Christian', maar dat hij in de loop der jaren meer geïnteresseerd raakte in de wetenschap.
Ten dienste van deze overtuiging verscheen Brown ook in Richard Dawkins' tweedelige documentaire The Enemies of Reason. Hij legt daarin verschillende psychologische technieken uit die zelfverklaarde paranormalen en mediums gebruiken om hun publiek te misleiden. De meest gebruikelijke techniek die Brown daarbij onder de aandacht brengt, is het zogenaamde cold reading. Een techniek die hij zelf ook demonstreert in zijn show Messiah.
Naast illusionist en mentalist is Brown ook een begenadigd schilder van karikaturen.

## Lottovoorspelling
Brown verbaasde het Britse publiek op 9 september 2009 met een correcte voorspelling van de die avond live op televisiezender BBC 1 uitgezonden trekking van de lottogetallen. Hij deed dit door voorafgaand aan de trekking een rij van zes ballen met door hemzelf gekozen getallen op een hardplastic standaard te zetten. Hijzelf stond vervolgens op een aantal meter van de standaard naar de trekking op BBC1 te kijken, terwijl hijzelf en de ruimte waarin hij stond eveneens live werden uitgezonden op Channel 4. Nadat de nummers 23, 35, 11, 28, 39 en 2 uit de ballenautomaat waren gekomen, draaide Brown de standaard om. Daarop bleek hij ballen met exact dezelfde getallen op zijn standaard te hebben.

## Tv-projecten
- Mind Control (2000)
- Inside Your Mind (2003)
- Russian Roulette Live (2003)
- Séance (2004)
- Messiah (2005)
- The Gathering (2005)
- The Heist (2006)
- Trick of the Mind (18 afleveringen (2004-2006)
- Trick or Treat (6 afleveringen 2007)
- Mind Control with Derren Brown (6 afleveringen, 2007)
- The System (2008)
- The Events (2009)
- Psychic Secrets Revealed (als voice-over, 2003)
- Derren Brown investigates (3 afleveringen 2010)
- Hero at 30,000 Feet (2010)
- The Experiments (4 afleveringen, 2011)
- Miracles for Sale (2011)
- Apocalypse (2012)
- Fear and Faith (2012)
- The Great Art Robbery (2013)
- Pushed To The Edge (2016)
- Sacrifice (Netflix special) (2018)

## Theater-Projecten
- Something Wicked This Way Comes (2006)
- An Evening of Wonders (2008)
- Enigma (2009)
- Svengali (2011)
- Infamous (2013)
- Miracle (2015)
- Underground (2017)
- Secret (2017)
- Showman (2021)

## Boeken
- Pure Effect (2000)
- Absolute Magic (2000)
- Tricks of the Mind (2006)
- Confessions of a Conjuror (2010)
- Happy (2016)
- A book of secret (2022)

- Bibliothèque nationale de France: cb145898358 (data)
- Gemeinsame Normdatei: 1146908423
- International Standard Name Identifier: 0000 0000 0122 4998
- Library of Congress Control Number: no2001043047
- MusicBrainz: d7b3f71e-0ba9-470d-bae5-8f33f8643407
- Bibliotheek van het Japanse parlement: 001131548
- Nationale Bibliotheek van Tsjechië: xx0070420
- Système universitaire de documentation: 083046151
- Virtual International Authority File: 61794918
- WorldCat: E39PBJcC4CKpw97q4j8fhKpHG3